# Petru Călian
Petru Călian (n. 17 mai 1968, Jucu, județul Cluj) este un politician român, ales deputat la alegerile legislative din 2004 din partea Partidului România Mare. În februarie 2006 s-a înscris în Partidul Conservator, dar în octombrie 2007 a trecut la PD, în care a rămas până în 2008. La alegerile legislative din 2008 a obținut un nou mandat de deputat, de această dată din partea PDL. Figurează pe lista candidaților compromiși întocmită de Asociația Pro Democrația.
În cadrul activității sale parlamentare, în legislatura 2004-2008, Petru Călian a fost membru în grupurile parlamentare de prietenie cu Republica Franceză-Adunarea Națională, Ungaria, Bosnia și Herțegovina; în legislatura 2008-2012 a fost membru în grupurile parlamentare de prietenie cu Republica Polonă și Ungaria.
În luna noiembrie 2010 a fost nominalizat de Mitropolia Clujului pentru decernarea distincției "Crucea Transilvană", pe care a primit-o în data de 30 noiembrie 2010, ca urmare a „sprijinului acordat Bisericii Ortodoxe Române pentru rectitorirea Mănăstirii Nicula”.

## Controverse
În anul 2010 a fost implicat într-un scandal cu prostituate.
În legislatura 2008-2012 și-a angajat soția în funcția de consilier al propriului birou parlamentar, cu venituri totale de 61.512 ron, încălcând astfel articolul 70 din legea 161/2003 privind conflictul de interese administrativ.